# Ius civile
Ius civile – rodzime, rzymskie prawo narodowe, obowiązujące wyłącznie obywateli rzymskich.

(...) to prawo, które naród sam sobie ustanowił, jest jego własnym prawem i nazywa się ius civile (...)

W rzymskim systemie prawa odgrywało decydującą rolę do połowy III wieku p.n.e. Zostało skodyfikowane w nigdy nieuchylonej ustawie dwunastu tablic. Cechowało się znacznym stopniem sformalizowania i wąskim kręgiem adresatów.
Zmiany, jakie starożytny Rzym przeszedł po wojnach punickich, doprowadziły do umniejszenia jego roli na rzecz prawa ustalanego przez magistratury (tzw. „ius honorarium”) oraz prawa nieobywateli (tzw. „ius gentium”).
Mianem iuris civilis nazywano prawo utworzone przez kapłanów i świeckich prawników, a także – w przeciwieństwie do iuris honorarii – prawo ustanowione przez zgromadzenie ludowe. W tym znaczeniu używano także określenia „ius Quiritum” („prawo kwirytarne”).